# Adam Reed
Adam Brooks Reed (Asheville, 8 gennaio 1970) è uno sceneggiatore, produttore televisivo e regista statunitense.
È noto soprattutto per essere il creatore e il regista della serie animata per adulti Archer, trasmessa da FX a partire dal 2009, in cui è anche il doppiatore di Ray Gillette. È inoltre conosciuto per essere stato il produttore, il regista, lo sceneggiatore e un doppiatore nelle serie animate Sealab 2021 e Frisky Dingo.

## Biografia
Reed si è laureato in inglese all'Università della Carolina del Nord a Chapel Hill nel 1992.
Adam Reed e il suo collaboratore Matt Thompson hanno iniziato a lavorare per Cartoon Network e successivamente Adult Swim, partendo da vari lavori minori come assistenti alla produzione, fino a quando non hanno iniziato a farsi notare per il loro programma di tre ore High Noon Toons nel 1994, ospitato dai burattini cowboy Haas e Lil' Jo. Thompson e Reed erano spesso ubriachi durante le riprese. In un'occasione il duo fu rimproverato per aver dato fuoco a uno dei set di oggetti di scena.
Dopo aver lasciato Cartoon Network nel 1996 per disaccordi mentre lavoravano a un programma di cartoni animati mattutino condotto da Carrot Top, Reed e Thompson si trasferirono a New York, dove hanno trascorso un anno lavorando in alcuni talk show.
Reed deve il suo successo alla serie animata Archer, iniziata a sviluppare nel 2008, dopo che, a causa della cancellazione di Frisky Dingo, decise di prendersi una pausa dal lavoro e di viaggiare tra l'Europa e il Marocco, per conoscere nuovi ambienti e culture.

## Filmografia

### Sceneggiatore
- Space Ghost Coast to Coast – serie animata, 4 episodi (1997-1999)
- Sealab 2021 – serie animata, 53 episodi (2000-2005)
- Anime Talk Show – special TV (2004)
- Frisky Dingo – serie animata, 25 episodi (2006-2008)
- The Xtacles – serie animata, episodi 1x1-1x2 (2008)
- Archer – serie animata, 144 episodi (2009-2023)
- Arthur – serie animata, episodio 20x01 (2015)
- Cassius and Clay, regia di Adam Reed – film TV (2016)

### Produttore
- Sealab 2021 – serie animata, 53 episodi (2000-2005)
- Frisky Dingo – serie animata, 25 episodi (2006-2008)
- The Xtacles – serie animata, episodi 1x1-1x2 (2008)
- Archer – serie animata, 144 episodi (2009-2023)
- Unsupervised – serie animata, 10 episodi (2012)
- R&B Divas: Atlanta – serie TV, episodio 3x11 (2013)
- Chozen – serie animata, 10 episodi (2014)

### Regista
- Sealab 2021 – serie animata, 53 episodi (2000-2005)
- Frisky Dingo – serie animata, 25 episodi (2006-2008)
- Archer – serie animata, 75 episodi (2009-2015)
- Arthur – serie animata, episodio 20x01 (2015)
- Cassius and Clay – film TV (2016)

### Doppiatore
- Sealab 2021 – serie animata, 19 episodi (2000-2004)
- Bleach – serie animata, episodio 3x06 (2005) – edizione statunitense
- 12 oz. Mouse – serie animata, 21 episodi (2005-2007)
- Frisky Dingo – serie animata, 25 episodi (2006-2008)
- That Crook'd 'Sipp, regia di David Banner, Jacob Escobedo, Nick Weidenfeld e Mike Weiss – film TV (2007)
- Robot Chicken – serie animata, 3 episodi (2008-2009)
- Archer – serie animata, 121 episodi (2010-2023)

## Riconoscimenti
- Annie Awards
  - 2018 – Candidatura per la miglior sceneggiatura in una produzione televisiva d'animazione per Archer[7]
- Primetime Creative Arts Emmy Awards
  - 2014 – Candidatura per la miglior serie animata per Archer[8]
  - 2015 – Candidatura per la miglior serie animata per Archer[9]
  - 2016 – Miglior serie animata per Archer[10]
  - 2017 – Candidatura per la miglior serie animata per Archer[11]

## Doppiatori italiani
Da doppiatore è sostituito da:
- Edoardo Nordio in Archer (Ray Gillette)
- Andrea Lavagnino in Archer (Bilbo)
- Domenico Crescentini in Archer (Franny Delaney)